# 土肥洋一
土肥洋一（1973年7月25日—），已退役日本職業足球員，司職守門員，前日本國家足球隊成員。

## 俱樂部生涯
他于中学时代才首次接触足球。1992年于熊本县立大津高校毕业后，原本有职业球队与土肥签约，因他受伤的关系，签约未能成事。及后向日职联赛的球队申请，得到当时的日立制作所（现柏雷素尔）的认同，愿意与土肥签约。
他在柏雷素尔担任守门员，1996年起开始出战J联赛全明星足球大赛，及至1998年，由于有球员南雄太取代土肥的正选位置，土肥的出赛次数减少。
他于2000年转往日职球队FC东京，球队监督大熊清要求全体球员需加强防守。2002年，原博实接任球队监督后，球队对他的信心更高，至该年共连续完成了146场球赛，至2004年更创下了全年150场的纪录，到2005年季尾仍然保持着日本职业足球联赛代表球队连续出场次数的纪录。
2004年日本联赛杯在FC东京与浦和红钻的比赛中，土肥为球队带来胜利，还被选为联赛中最佳球员。
他于2008年转投与FC东京同市的球队东京绿茵。2012年底退役。

## 國家隊生涯
土肥于2003年被选入日本国家足球队，并于2004年首次代表国家队出场。
2006年以替补身份参加2006年德国世界杯，未获得出场。曾代表国家队出场4次。

## 外部連結
- 土肥洋一介紹 (東京綠茵)
- 土肥洋一 (FC東京) ｢俺の空間｣，存于 - WEBサッカーマガジン (2003年8月6日)
- 365日FC東京 <第17回> 土肥の日本タイ記録おめでとう，存于 - 東京中日スポーツ (2004年10月27日)
- 【J2日記】東京V:ジョギング開始。 （页面存档备份，存于） - Jリーグ:J's GOALアーカイブ (2011年7月22日)
- “控えGK”のメンタル術　元日本代表が語る心構えとチームにもたらす影響 (1/4) （页面存档备份，存于） , (2/4) （页面存档备份，存于） , (3/4) （页面存档备份，存于） , (4/4) （页面存档备份，存于） - THE ANSWER (2016年6月4日)
- 土肥洋一 – FIFA國際賽競賽紀錄 (存檔)（英文）
- 日本職業足球聯賽中的土肥洋一 （日語）
- プロフィール (2006年) （页面存档备份，存于） - 日本サッカー協会
- プロフィール (2007年)，存于 - FC東京
- プロフィール (2012年)，存于 - 東京ヴェルディ
- 土肥洋一在National-Football-Teams.com的資料（英文）
- fussballdaten.de：土肥洋一之統計數據 （德文）